# Štefan Šutaj
Štefan Šutaj (Nagymihály, 1954. november 1. –) szlovák történészprofesszor.

## Élete
Lazonyban és Berettőn járt általános, majd Nagymihályba középiskolába. 1977-ben végzett történelem-szlovák szakon a kassai egyetem eperjesi pedagógiai karán. Ugyanezen évtől a SzTA kassai Társadalomtudományi Intézetének munkatársa. 2004-től a történeti részleg vezetője lett. 1985-ben a tudományok kandidátusa lett a pozsonyi Történeti Intézetben, 1995-től doktor. 2002-től az Eperjesi Egyetem docense. 2004-től tudományok doktora, 2005-től a Besztercebányai Egyetem professzora. 2008-ban alapítója a kassai Pavol Jozef Šafárik Egyetem Történeti Tanszékének, melynek 2012-ig volt a vezetője. 
A szlovák-magyar történészbizottság szlovák részlegének elnöke. Tagja a Szlovák Történelmi Társaságnak (Slovenská historická spoločnosť) és a Szlovák Történészek Nemzeti Bizottságának (Slovenský národný komitét historikov). Budapesten, Párizsban és Prágában volt tanulmányúton. Főszerkesztője a Človek a spoločnosť folyóiratnak és Mesto a dejiny folyóirat szerkesztőbizottságának tagja. Elsősorban 20. századi történelemmel foglalkozik, azon belül a szlovákiai kisebbségek és politikai pártok történetével 1945 után.

## Művei
- 1991 Reslovakizácia – Zmena národnosti časti obyvateľstva Slovenska po II. svetovej vojne. Košice
- 1993 Akcia Juh – odsun Maďarov zo Slovenska do Čiech. Praha
- 1999 Občianske politické strany na Slovensku v rokoch 1944–1948. Bratislava
- 2002 Prezidentské dekréty E. Beneša a povojnové Slovensko. Bratislava. (tsz. P. Mosný – M. Olejník)
- 2002 Slovenské občianske politické strany v dokumentoch (1944–1948). Košice
- 2005 Nemci a Maďari na Slovensku v rokoch 1945 – 1953 v dokumentoch I. Prešov (tsz. Soňa Gabzdilová-Olejníková, Milan Olejník)
- 2005 Nútené presídlenie Maďarov zo Slovenska do Čiech – Deportácie obyvateľstva maďarskej národnosti zo Slovenska do Čiech po druhej svetovej vojne. Prešov
- 2007 Beneš dekrétumok és a magyar kerdés 1945–1948. Budapest (tsz. Popély Árpád – Szarka László)
- 2008 Magyarok Csehszlovákiában 1945-1948 között. Budapest
- 2009 Postavenie maďarskej menšiny na Slovensku a jej identita po roku 1918. In: Kiliánová Gabriela – Kowalská Eva – Krekovičová Eva (Eds.): My a tí druhí v modernej spoločnosti. Bratislava, 416-439.
- 2010 Rokovania medzi Československom a Maďarskom o výmene obyvatelstva v období od ukončenia mierovej konferencie v Paríži do podpisu mierovej zmluvy. In: Petruf Pavol a kol.: Slovensko a Československo v XX. storočí – vybrané kapitoly z dejín vnútornej i zahraničnej politiky. Bratislava, 203-225.
- 2012 Maďarská menšina na Slovensku v 20.storočí. Bratislava

## Magyarul
- Magyarok Csehszlovákiában 1945-1948 között. Tanulmányok a beneši dekrétumokról, a csehországi deportálásokról és a lakosságcseréről; utószó Szarka László, ford. Császári Éva, Veres Tímea; Lucidus, Bp., 2008 (Kisebbségkutatás könyvek)
- Beneš-dekrétumok és a magyar kérdés, 1945-1948. Történeti háttér, dokumentumok és jogszabályok; szerk. Popély Árpád, Štefan Šutaj, Szarka László, ford. Kovács Anikó et al.; Attraktor, Máriabesnyő-Gödöllő, 2007